# Skeleton en los Juegos Olímpicos de Pekín 2022
Las competiciones de skeleton en los Juegos Olímpicos de Pekín 2022 se realizaron en el Circuito Nacional de Deportes de Deslizamiento, ubicado en el distrito de Yanqing, 60 km al noroeste de Pekín, del 10 al 12 de febrero de 2022.
En total se disputaron en este deporte dos pruebas diferentes, una masculina y una femenina.

## Calendario
- Hora local de Pekín (UTC+8).

| Fecha         | Hora  | Prueba                     |
| ------------- | ----- | -------------------------- |
| 10 de febrero | 09:30 | Masculino (carreras 1 y 2) |
| 11 de febrero | 09:30 | Femenino (carreras 1 y 2)  |
| 11 de febrero | 20:20 | Masculino (carreras 3 y 4) |
| 12 de febrero | 20:20 | Femenino (carreras 3 y 4)  |

## Medallistas
| Evento                         | Oro                                       | Plata                                  | Bronce                                          |
| ------------------------------ | ----------------------------------------- | -------------------------------------- | ----------------------------------------------- |
| Masculino (10 y 11 de febrero) | Christopher Grotheer · Alemania · 4:01,01 | Axel Jungk · Alemania · 4:01,67        | Yan Wengang · República Popular China · 4:01,77 |
| Femenino (11 y 12 de febrero)  | Hannah Neise · Alemania · 4:07,62         | Jaclyn Narracott · Australia · 4:08,24 | Kimberley Bos · Países Bajos · 4:08,46          |

## Medallero
| Núm. | País                    | Oro | Plata | Bronce | Total |
| ---- | ----------------------- | --- | ----- | ------ | ----- |
| 1    | Alemania                | 2   | 1     | 0      | 3     |
| 2    | Australia               | 0   | 1     | 0      | 1     |
| 3    | República Popular China | 0   | 0     | 1      | 1     |
| 3    | Países Bajos            | 0   | 0     | 1      | 1     |
|      | TOTAL                   | 2   | 2     | 2      | 6     |